# George Jeske

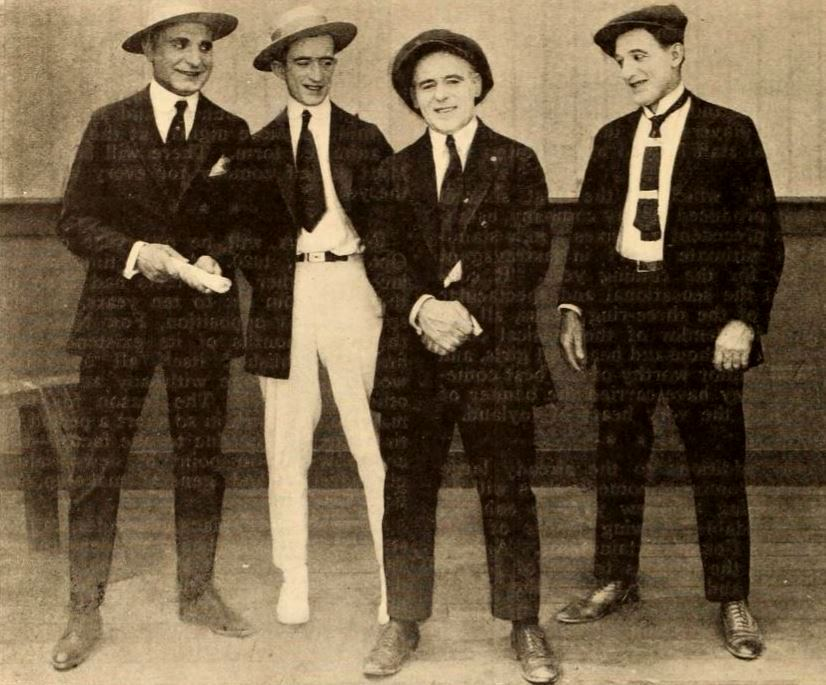
George Jeske, Charles Haefeli, Billy Franey, Charles Post in agosto 1920

George Jeske (Salt Lake City, 22 febbraio 1891 – Los Angeles, 28 ottobre 1951) è stato uno sceneggiatore, regista e attore statunitense.

## Biografia
Nato nello Utah, ha cominciato la sua carriera come attore, girando il suo primo film, Hoffmeyer's Legacy, diretto da Mack Sennett nel 1912.
Ha scritto 54 film tra il 1926 ed il 1946 e diretto 37 film tra il 1922 ed il 1933. 
È morto a Los Angeles, California nel 1951.

## Filmografia

### Attore
- Hoffmeyer's Legacy, regia di Mack Sennett (1912)
- In the Clutches of the Gang, regia di George Nichols (1914)
- His Unconscious Conscience, regia di Charles Avery (1917)

### Regista
- The Noon Whistle (1923)
- White Wings (1923)
- Under Two Jags (1923)
- Pick and Shovel (1923)
- Collars and Cuffs (1923)
- Oranges and Lemons (1923)
- The Walkout  (1923)
- A Man About Town (1923)
- Save the Ship (1923)
- Join the Circus  (1923)
- Fully Insured (1923)
- It's a Joy (1923)
- The Big Idea (1924)
- Smithy (1924)
- Postage Due (1924)
- Wide Open Spaces (1924)
- Short Kilts (1924)

### Sceneggiatore
- Pete and Repeat, regia di Roscoe 'Fatty' Arbuckle (1931)
- Should Wives Work?, regia di Leslie Goodwins (1937)
- The Life of the Party, regia di William A. Seiter (1937)
- Chicken Feed, regia di Charles E. Roberts (1939)